# Baudolino
Baudolino (wł. Baudolino) – powieść Umberta Eco wydana w 2000 w Mediolanie przez wydawnictwo „Bompiani”; powieść na język polski przełożył Adam Szymanowski (2001).

## Fabuła
Głównym bohaterem powieści jest Baudolino, chłopiec o wielkiej wyobraźni i bystrym umyśle. Sprowadza on do rodzicielskiego domu zabłąkanego wśród mgieł rycerza, którym okazuje się cesarz Fryderyk I Barbarossa. Chłopiec zyskuje przez swe opowieści jego sympatię i tak trafia na cesarski dwór, gdzie jest świadkiem (a także sprawcą) wielu wydarzeń, które odmieniły historię Europy.
Akcja zaczyna się w 1204 r., w trakcie IV wyprawy krzyżowej. W czasie gdy krzyżowcy plądrują Konstantynopol, Baudolino ratuje życie Niketasowi Choniatesowi, bizantyjskiemu historykowi, a następnie opowiada mu o swym dzieciństwie, o tym, jak dostał się na dwór cesarza, i tym, jak umierający biskup Otton powierzył mu misję, aby wysłać Fryderyka Barbarossę na wschód do legendarnego królestwa Księdza Jana. Opowiada także o wielu przygodach (mniej lub bardziej związanych z Księdzem Janem i jego królestwem). Jego opowieść kończy się w momencie powrotu do Konstantynopola z wyprawy, której celem było legendarne królestwo. Dopiero wtedy pojął rzeczy, których wcześniej nie rozumiał.

## Postacie
Postacie fikcyjne:
- Baudolino – główny bohater
- Blemmjowie i Satyrowie – mieszkańcy Królestwa Księdza Jana

Postacie legendarne:
- Ksiądz Jan – według XII-wiecznej legendy władca zaginionego chrześcijańskiego królestwa w Indiach lub Afryce.
- Gagliaudo – legendarny obrońca Alessandrii, w książce ojciec Baudolina

Postacie historyczne:
- Andronik I Komnen – cesarz Bizancjum
- Beatrycze I Burgundzka – żona cesarza Fryderyka
- Fryderyk Barbarossa – cesarz, opiekun Baudolina
- Hasan ibn Sabbah – Starzec z Gór, przywódca Asasynów
- Henryk II Jasomirgott – książę Austrii
- Henryk Lew – książę Saksonii
- Izaak II Angelos – cesarz Bizancjum
- Kyot
- Niketas Choniates – bizantyjski historyk
- Papież Aleksander III
- Robert de Boron